# Station Tolne
Station Tolne is een station in Tolne in de Deense gemeente Hjørring. Sindal ligt aan de lijn Aalborg - Frederikshavn. De treindienst wordt uitgevoerd door DSB.
Tolne kreeg in 1879 een stationsgebouw ontworpen door N.P.C. Holsøe. Het gebouw werd in 1972 afgestoten en is inmiddels gesloopt.